# پرچم نیوبرانزویک
پرچم نیوبرانزویک در ۲۴ فوریه ۱۹۶۵ پذیرفته شد.